# Nellie Tayloe Ross
Pour les articles homonymes, voir Ross.
Nellie Davis Ross, née Tayloe le 29 novembre 1876 et morte le 19 décembre 1977, est une éducatrice et une femme politique américaine. 
Elle est gouverneur du Wyoming de 1925 à 1927, devenant la première femme à occuper le poste de gouverneur d'un État américain et, à ce jour, la seule femme à avoir été gouverneure du Wyoming. Elle est ensuite la première femme directrice de la Monnaie des États-Unis, de 1933 à 1953. 
Elle est une fervente partisane de la Prohibition dans les années 1920. Elle perd sa réélection en 1926, mais reste un membre actif du Parti démocrate. Elle effectue cinq mandats en tant que directrice, avant de prendre sa retraite en 1953. Au cours de ses dernières années, elle écrit pour divers magazines féminins et voyage.
Elle meurt à Washington, D.C., à l'âge de 101 ans.

## Jeunesse et études
Née Nellie Davis Taylor à St. Joseph, dans le Missouri, elle est le sixième enfant, et la première fille, de James Wynns Tayloe, originaire du comté de Stewart, dans le Tennessee, et de son épouse, Elizabeth Blair Green, qui possède une plantation sur la rivière Missouri. Elle passe une grande partie de son enfance à Florence et Decatur, dans la vallée du Tennessee, au nord de l'Alabama. En 1884, alors que Ross est âgée de sept ans, sa famille déménage à Miltonvale, dans le comté de Cloud, au nord du Kansas. Ce déménagement a lieu après que l'ancienne maison familiale de son père, à St. Joseph, brûle et que le shérif est sur le point de saisir la propriété.
Après que Ross obtient son diplôme au lycée en 1892, sa famille s'installe à Omaha, dans le Nebraska. À cette époque, elle donne des cours de piano privés et suit un programme de formation de deux ans pour les enseignants de maternelle, parrainé par le système scolaire de la ville d'Omaha. Elle enseigne ensuite pendant quatre ans. Deux de ses frères l'envoient en voyage en Europe en 1896.
Lors d'une visite à sa famille à Dover, dans le Tennessee, en 1900, Ross rencontre William Bradford Ross, qu'elle épouse le 11 septembre 1902. Ils ont trois enfants (les jumeaux James Ambrose et George Taylor, et Alfred Duff). William Ross pratique le droit et envisage de vivre dans l'Ouest américain. Il s'installe à Cheyenne et ouvre un cabinet d'avocats, où sa femme le rejoint. Ross devient un leader du Parti démocrate du Wyoming et occupe le poste de procureur du comté de Laramie de 1906 à 1907. En 1910, il est candidat malheureux à un siège au Congrès du Wyoming et en 1918, il est candidat malheureux à l'investiture démocrate pour le poste de gouverneur,.

## Gouverneure du Wyoming
En 1922, William Ross est élu gouverneur du Wyoming en faisant appel aux électeurs progressistes des deux partis. Cependant, après un peu plus d'un an et demi de mandat, il meurt le 2 octobre 1924 des suites de complications chirurgicales consécutives à une appendicectomie. Le Parti démocrate propose alors à sa veuve de se présenter au poste de gouverneur lors d'une élection spéciale qui a lieu le mois suivant.
Nellie Ross refuse de faire campagne mais remporte facilement la course le 4 novembre 1924. Le 5 janvier 1925, elle devient la première femme gouverneur de l'histoire des États-Unis. En tant que gouverneure, elle poursuit la politique de son défunt mari, qui préconise des réductions d'impôts, une aide gouvernementale aux agriculteurs pauvres, une réforme bancaire et des lois protégeant les enfants, les femmes qui travaillent et les mineurs. Elle encourage le Wyoming à ratifier un amendement fédéral interdisant le travail des enfants. Comme son mari, elle préconise le renforcement des lois sur la Prohibition.
Ross se présente à la réélection en 1926 et s'appuie sur des relais de campagne, dont Cecilia Hennel Hendricks (en), candidate démocrate au poste de surintendant de l'instruction publique, mais elle est battue de justesse. Elle attribue sa défaite en partie à son refus de faire campagne pour elle-même et à son soutien à la Prohibition. Elle reste active au sein du Parti démocrate et fait campagne pour Al Smith lors de l'élection présidentielle de 1928, bien qu'ils ne soient pas d'accord sur la Prohibition. Lors de la convention nationale du Parti démocrate de 1928, elle obtient 31 voix de dix États pour la vice-présidence au premier tour de scrutin. Elle prononce également un discours en faveur de la nomination de Smith. Après la convention, elle est vice-présidente du Comité national démocrate et directrice de la division des femmes,.

## Directrice de la Monnaie

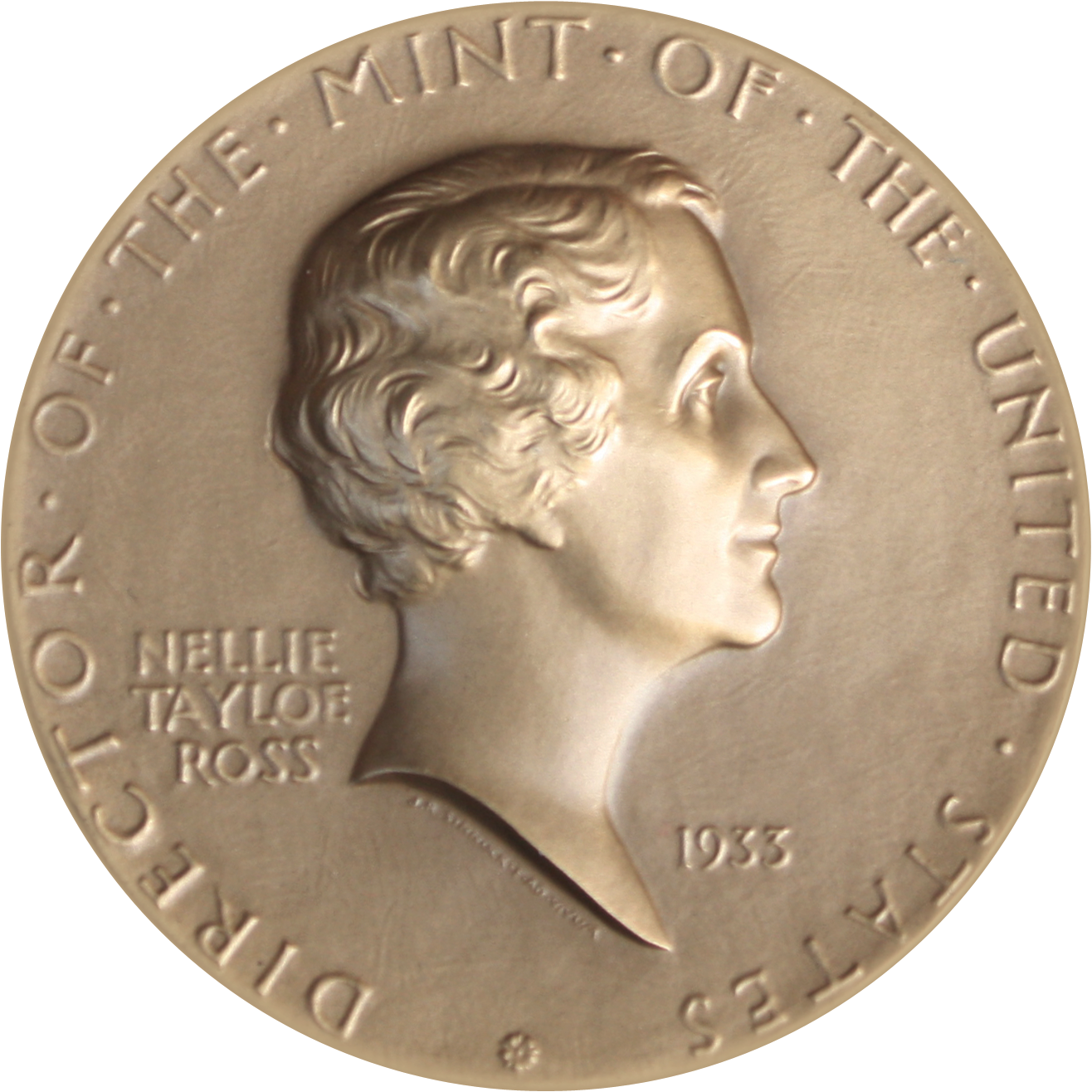
Nellie Tayloe Ross, telle qu'elle apparaît sur la médaille de la Monnaie conçue par le chef graveur John R. Sinnock.

### Nomination par Roosevelt
Le 3 mai 1933, le président Franklin D. Roosevelt nomme Nelly Tayloe Ross directrice de la Monnaie des États-Unis, devenant ainsi la première femme à occuper ce poste. Ross et la directrice adjointe de la Monnaie, Mary Margaret O'Reilly, qui travaille à la Monnaie depuis 1904, doivent surmonter leurs suspicions mutuelles. Ross, qui a eu de mauvaises relations avec Eleanor Roosevelt et d'autres membres de la campagne du président, ne fait pas confiance au personnel de carrière. O'Reilly voit une autre personne nommée pour des raisons politiques et sans expérience au Bureau de la Monnaie en remplacement de Robert J. Grant, qui a été surintendant de la Monnaie de Denver avant d'être nommé directeur. Après une brève période, les deux femmes en viennent à apprécier leurs mérites respectifs.

### Mandat
Ross et O'Reilly parviennent rapidement à la répartition habituelle des tâches entre le directeur et l'assistant : le directeur s'occupe des affaires publiques et prend les décisions politiques nécessaires, tandis que l'assistant s'occupe des affaires courantes du bureau. Ross entreprend de nombreux déplacements, visitant les installations de la Monnaie, prononçant des discours en faveur de Roosevelt et faisant campagne pour les candidats démocrates dans le Wyoming. O'Reilly se retrouve donc à la tête du bureau de Washington en tant que directrice par intérim. Les deux femmes entretiennent une correspondance professionnelle mais chaleureuse à cette époque, O'Reilly écrivant à Ross, qui a entamé une tournée des hôtels des monnaies : « Je tiens tellement à ce que vous soyez rassuré au sujet du bureau ici [à Washington] que j'ai eu recours à des télégrammes assez fréquents. Ils sont tellement plus directs et plus actuels que les lettres... Je vous embrasse et vous souhaite beaucoup de succès dans vos visites à nos institutions monétaires bien-aimées ». Teva J. Scheer, biographe de Ross, estime qu'O'Reilly aurait trouvé précieux les rapports de Ross sur le terrain ; ils montrent comment la Monnaie s'est remise des premières années de la Dépression, où relativement peu de pièces sont produites, jusqu'au milieu des années 1930, lorsque la forte demande de pièces conduit le bureau à faire fonctionner les monnaies avec deux, voire trois équipes.

### Retraite d'O'Reilly
En 1935, O'Reilly atteint l'âge obligatoire de la retraite fédérale, soit 70 ans. Ross demande au président Roosevelt d'exempter O'Reilly de la retraite obligatoire, car sa connaissance des affaires du bureau est si étendue qu'on en a grandement besoin. Un ordre spécial du président Roosevelt accorde à O'Reilly une année supplémentaire dans le service de la Monnaie. Pendant cette période, Ross engage Frank Leland Howard de l'université de Virginie, qui a une formation en comptabilité, comme remplaçant potentiel d'O'Reilly. Howard remplace O'Reilly lorsqu'elle prend sa retraite le 29 octobre 1938, après deux autres prolongations.

### Héritage
Au cours de son mandat, la Monnaie enquête en 1944 sur l'apparition sur le marché de plusieurs double eagles de 1933 qui n'ont jamais été officiellement mis en circulation. Elle est connue pour avoir créé le demi-dollar Franklin et commencé à fabriquer des pièces belle épreuve pour le public. Elle est remplacée par William H. Brett, nommé par le président Dwight D. Eisenhower en 1954.

## Dernières années
Après sa retraite, Ross rédige des articles pour divers magazines féminins et voyage beaucoup. Elle effectue son dernier voyage dans le Wyoming en 1972, à l'âge de quatre-vingt-seize ans. Cinq ans plus tard, elle meurt à Washington, D.C., à l'âge de 101 ans ; au moment de sa mort, elle est l'ex-gouverneure la plus âgée des États-Unis. Elle est enterrée dans le caveau familial du cimetière de Lakeview à Cheyenne.